# Poule C de la Coupe du monde féminine de rugby à XV 2014
Page en cours de construction. Votre aide sera la bienvenue.
La poule C de la Coupe du monde féminine de rugby à XV 2014, qui se dispute en France du 1er août au 17 août 2014, comprend quatre équipes dont la première se qualifie directement pour les demi-finales de la compétition. Conformément au tirage au sort effectué le 30 octobre 2013 à Paris, les équipes de France, de l'Afrique du Sud, de l'Australie et du Pays de Galles composent ce groupe C.

## Classement
| Rang | Équipe         | J | V | N | D | Em | Ee | Bo | Bd | Pm | Pe  | Diff | Pts |
| ---- | -------------- | - | - | - | - | -- | -- | -- | -- | -- | --- | ---- | --- |
| 1    | France         | 3 | 3 | 0 | 0 | 15 | 0  | 2  | 0  | 98 | 6   | +92  | 14  |
| 2    | Australie      | 3 | 2 | 0 | 1 | 6  | 2  | 0  | 0  | 54 | 23  | +31  | 8   |
| 3    | Pays de Galles | 3 | 1 | 0 | 2 | 4  | 7  | 1  | 0  | 38 | 54  | -16  | 5   |
| 4    | Afrique du Sud | 3 | 0 | 0 | 3 | 0  | 17 | 0  | 0  | 9  | 116 | -107 | 0   |

|  | Qualifiés pour les demi-finales. |
|  | Qualifiés pour les matchs de classement pour la 5e place. |
|  | Qualifiés pour les matchs de classement pour la 9e place. |
|  | V : victoires • N : matchs nuls • D : défaites • EM : essais marqués • EE : essais encaissés • BO : bonus offensif • BD : bonus défensif • PM : points marqués • PE : points encaissés • Diff : différence de points. T : Tenant du titre. |

Attribution des points : victoire : 4, match nul : 2, défaite : 0, forfait : -2 ; plus les bonus (offensif : 4 essais marqués ou plus ; défensif : défaite par 7 points d'écart ou moins).
Règles de classement : 1. résultat du match de poule entre les deux équipes ; 2. différence de points ; 3. différence d'essais ; 4. nombre de points marqués ; 5. nombre d'essais marqués.

## Les matchs

### Australie - Afrique du Sud
(mt : 21 - 3)
Points marqués :
- Australie : 3 essais de Williams (2e), Hewson (22e), Brown (74e), 1 transformation de Hewson (3e), 3 pénalités de Hewson (13e, 15e, 35e).

Cartons :  63e à 73e Buttler
- Afrique du Sud: 1 pénalité de Kinsey (32e)

Cartons :  46e à 56e Weston
Évolution du score : 5-0, 7-0, 10-0, 13-0, 18-0, 18-3, 21-3, 26-3.
Résumé:
| Australie · Titulaires · 22e Ashleigh Hewson 15 · 60e Madeline Putz 14 · 2e Sharni Williams 13 · Cobie-Jane Morgan 12 · 72e Natasha Haines 11 · Tui Ormsby 10 · 70e Nita Maynard 9 · Mollie Gray 8 · Shannon Parry 7 · 52e Dalena Dennison 6 · Alisha Hewett 5 · 54e Rebecca Clough 4 · Caroline Vakalahi 3 · 72e Louise Burrows 2 · 52e Oneata Schwalger 1 · Remplaçants · 72e Margaret Watson 16 · 52e Liz Patu 17 · 54e Michelle Milward 18 · 52e 63e à 73e Chloe Buttler 19 · 70e Ashley Marsters 20 · 72e Hanna Sio 21 · 60e 74e Tricia Brown 22 · Entraîneur · Paul Verrell |  |  |  | Afrique du Sud · Titulaires · 15 Cindy Cant 40e · 14 Veroeshka Grain · 13 Benele Makwezela · 12 Lorinda Brown · 11 Phumeza Gadu · 10 Zenay Jordaan 72e · 9 Tayla Kinsey 40e · 8 Mandisa Willams · 7 Vuyolwethu Vazi 64e · 6 Rachelle Geldenhuys 40e · 5 Nolusindiso Booi · 4 Celeste Adonis · 3 Cebisa Kula 54e · 2 Denita Wentzel 72e · 1 Asithandile Ntoyanto · Remplaçants · 16 Thantaswa Macingwane 72e · 17 Nwabisa Ngxatu 54e · 18 Andrea Mentoor 64e · 19 Shona-Leah Weston 40e 46e à 56e · 20 Fundiswa Plaatjie 40e · 21 Zandile Nojoko 72e · 22 Siviwe Basweni 40e · Entraîneur · Lawrence Sephaka |

### France - Pays de Galles
(mt : 19 - 0)
Points marqués :
- France : 4 essais de Lièvre (25e, 38e), Izar (34e), Poublan (78e), 3 transformations de Agricole (26e, 39e), Le Duff (79e).

- Pays de Galles :

Cartons :  73e à 80e J. Davies
Évolution du score : 5-0, 7-0, 12-0, 17-0, 19-0, 24-0, 26-0.
Résumé:
| France · Titulaires · Caroline Ladagnous 15 · 25e 38e Marion Lièvre 14 · 34e 47e Shannon Izar 13 · Marjorie Mayans 12 · Camille Grassineau 11 · 60e Sandrine Agricole 10 · Jennifer Troncy 9 · Safi N'Diaye 8 · Laetitia Grand 7 · 64e Coumba Diallo 6 · Assa Koïta 5 · Marine de Nadaï 4 · 58e Christelle Chobet 3 · Gaëlle Mignot 2 · 58e Hélène Ezanno 1 · Remplaçants · 58e Lise Arricastre 16 · 58e Elodie Portaries 17 · Manon André 18 · 64e Koumiba Djossouvi 19 · 47e 78e Elodie Poublan 20 · 60e Christelle Le Duff 21 · Yanna Rivoalen 22 · Entraîneur · Christian Galonnier et Nathalie Amiel |  |  |  | Pays de Galles · Titulaires · 15 Laurie Harries 39e · 14 Adriana Taviner · 13 Elen Evans 61e · 12 Rebecca De Filippo · 11 Philippa Tuttiett · 10 Elinor Snowsill · 9 Amy Day · 8 Sioned Harries · 7 Rachel Taylor · 6 Catrina Nicholas 40e · 5 Shona Powell-Hughes · 4 Jenny Hawkins · 3 Megan York 57e · 2 Lowri Harries 57e · 1 Caryl Thomas 62e 79e · Remplaçants · 16 Carys Phillips 57e · 17 Jenny Davies 62e 73e à 80e · 18 Catrin Edwards 57e · 19 Nia Davies 40e 79e · 20 Sian Moore · 21 Robyn Wilkins 61e · 22 Dyddgu Hywel 39e · Entraîneur · Rhys Edwards |

### Australie - Pays de Galles
(mt : 17 - 0)
Points marqués :
- Australie : 3 essais de Williams (13e), Brown (23e, 50e), 2 transformations de Hewson (14e, 24e), 2 pénalités de Hewson (3e, 74e).

Cartons :  39e à 49e Smyth
- Pays de Galles : 1 pénalité de Wilkins (57e)

Cartons :  37e à 47e Taylor
Évolution du score : 3-0, 8-0, 10-0, 15-0, 17-0, 22-0, 22-3, 25-3.
Résumé: